# Bethel Henry Strousberg

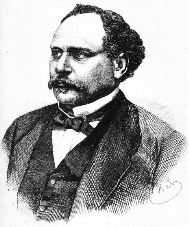
Bethel Henry Strousberg.

Bethel Henry Strousberg, född 20 november 1823 i Neidenburg, Ostpreussen, död 31 maj 1884 i Berlin, var en tysk affärsman.
Strousberg var av judisk släkt och hette ursprungligen Baruch Hirsch Strausberg. Han vistades en tid i Storbritannien och USA och bosatte sig 1855 i Berlin som försäkringsagent, men började snart spekulera och utförde sedan 1861 på entreprenad järnvägsanläggningar i Tyskland, Österrike och Rumänien. 
Han blev även ledare för åtskilliga storartade fabriksanläggningar, bergverks- och odlingsföretag. Till följd av ekonomiska motgångar blev han 1875 försatt i konkurs i Preussen, Österrike och Ryssland. I Moskva hölls han till 1879 fängslad. Han utgav Selbstbiographie (1876).
Han byggde Palais Strousberg i Berlin som senare kom att bli och än idag är platsen för Storbritanniens ambassad i Berlin.